# Isocanace briani
Isocanace briani är en tvåvingeart som beskrevs av Wayne N. Mathis 1982. Isocanace briani ingår i släktet Isocanace och familjen Canacidae. Inga underarter finns listade i Catalogue of Life.